# خودزندگی‌نامه وینی

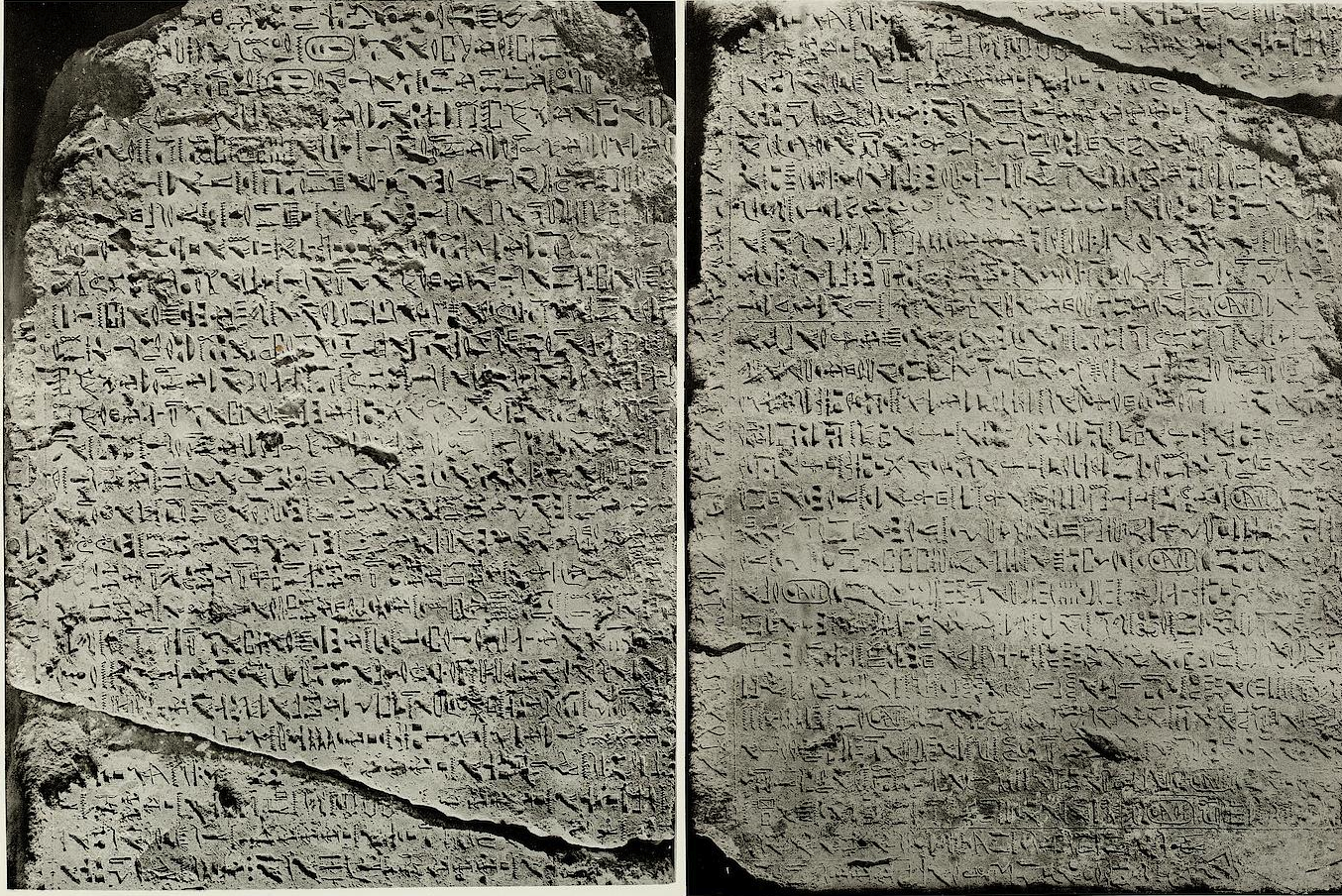
زندگینامه وینی، امروزه این زندگینامه در موزه مصر، قاهره نگهداری می شود.

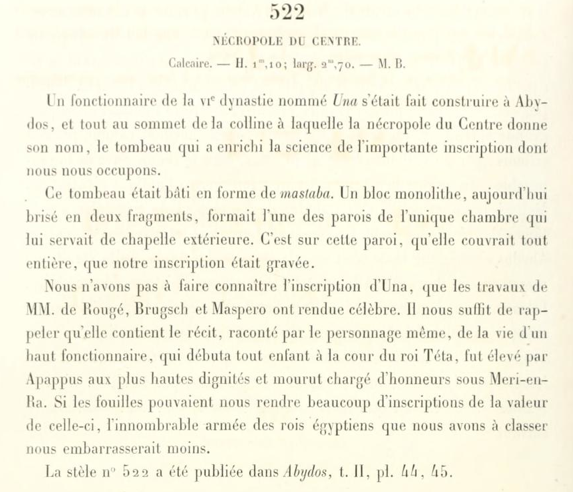
زندگی نامه وینی- وصف آن توسط آگوست ماریت نوشته شده

خودزندگی‌نامه وینی یک کتیبه گورستانی از مصر باستان می باشد که برای مطالعات مصرشناسی با اهمیت است. وینی بزرگ یا وینی یکی از مقامات کاخ پادشاهی از دودمان ششم مصر باستان بود.
گورستان وینی به علت نامعلوم بودن توضیح آگوست ماریت در سال ۱۸۸۰ از گورستان وینی گم گردید ("روی تپه مرتفعی که نام گورستان میانی را می دهد"). در سال ۱۹۹۹ از طرف یک تیم باستان شناس آمریکایی به پیشوایی دکتر جانت ریچاردز بار دیگر اکتشاف شد.  اقدامات نوین تر در گورستان پپی نخست در ساقارا، مقبره دومی را برای وینی با کپی تقریباً یکسانی از زندگینامه او اکتشاف نمودند.

## زندگینامه
وینی کار خودش را زیر نظر تتی شروع کرد، و از راه پپی اول مریره که برای او یک قاضی، یک سرلشکر و وزیر بود، طی مراحل اداری ارتقا پیدا کرد. بعدها وینی در هنگام سلطنت مرنرع نمتیمسف اول فرماندار مصر علیا شد. وینی به عنوان قاضی از ملکه ای که گویا مظنون به دست داشتن در یک توطئه بود تحقیق نمود. هنگامی که او سرلشکر بود، ارتش را به نوعی سازماندهی نمود که هنوز در پادشاهی جدید مورد استفاده بود.